# Comuna Tereșpil, Hmilnîk
Tereșpil (în ucraineană Терешпіль) este o comună în raionul Hmilnîk, regiunea Vinnița, Ucraina, formată din satele Derjanivka, Sofiivka, Tereșpil (reședința) și Ukraiinske.

## Demografie
Componența lingvistică a satului Tereșpil
     Ucraineană (99,33%)
     Alte limbi (0,67%)
Conform recensământului din 2001, majoritatea populației satului Tereșpil era vorbitoare de ucraineană (99,33%), existând în minoritate și vorbitori de alte limbi.